# Robert Bartko
Robert Bartko (ur. 23 grudnia 1975 w Poczdamie) – niemiecki kolarz torowy i szosowy, dwukrotny mistrz olimpijski oraz ośmiokrotny medalista torowych mistrzostw świata.

## Kariera
Pierwszy sukces w karierze Robert Bartko osiągnął w 1995 roku, kiedy zdobył brązowy medal mistrzostw kraju w indywidualnym wyścigu na dochodzenie. W 1996 roku wziął udział w igrzyskach olimpijskich w Atlancie, zajmując dziewiąte miejsce w drużynowym wyścigu na dochodzenie. Na rozgrywanych dwa lata później mistrzostwach świata w Bordeaux wywalczył srebrny medal w drużynie oraz brązowy indywidualnie, a na mistrzostwach świata w Berlinie w 1999 roku w obu konkurencjach zwyciężał. Podczas igrzysk olimpijskich w Sydney w 2000 roku wspólnie z Guido Fulstem, Danielem Becke, Jensem Lehmannem i Olafem Pollackiem wywalczył złoto w drużynie, podobnie jak w wyścigu indywidualnym, w którym wyprzedził bezpośrednio Lehmanna i Australijczyka Bradleya McGee. Na mistrzostwach świata w Melbourne w 2004 roku indywidualnie był trzeci, wyprzedzili go tylko Sergi Escobar z Hiszpanii i Robert Hayles z Wielkiej Brytanii. W tej samej konkurencji na igrzyskach olimpijskich w Atenach był ósmy, a w drużynie Niemcy zajęli czwarte miejsce, przegrywając walkę o brąz z Hiszpanami. Na tych samych igrzyskach był także czwarty w madisonie. Indywidualnie Bartko zwyciężał ponadto na mistrzostwach świata w Los Angeles w 2005 roku i mistrzostwach w Bordeaux w 2006 roku, a na mistrzostwach świata w Palma de Mallorca w 2007 roku był drugi, ustępując jedynie Bradleyowi Wigginsowi z Wielkiej Brytanii. Pojawił się również na mistrzostwach świata w Kopenhadze w 2010 roku, zajmując czwarte miejsce w omnium, piąte w madisonie i dziesiąte w drużynowym wyścigu na dochodzenie.
W 2006 otrzymał Berliński Order Zasługi.